# Kanae Ikehata
Kanae Ikehata (池端花奈恵?, Ikehata Kanae; Iida, 10 dicembre 1982) è una schermitrice giapponese, vincitrice di una medaglia di bronzo ai campionati mondiali di scherma.

## Palmarès
In carriera ha conseguito i seguenti risultati:
- Mondiali di scherma

San Pietroburgo 2007: bronzo nel fioretto a squadre.